# Gertrude Rutgers van Rozenburg
Gertrude Catharine Madelon Rutgers van Rozenburg (Utrecht, 9 juni 1800 - Baarn, 5 oktober 1859) was een Nederlands schilder, aquarellist, miniatuurschilder en kopiist. Ze maakte o.a. miniaturen naar Noël en Jan Adam Kruseman.
Gertrude was de dochter van jonkheer Lodewijk Rutgers van Rozenburg (1763-1839) en gravin Agnes Margaretha van Heemskerck (1769-1845).
Ze kreeg haar opleiding aan de Koninklijke Academie voor Beeldende Kunsten in Amsterdam. Op 1 mei 1834 huwde ze in Amsterdam met kapitein ter zee en raad van Amsterdam, Pieter Cornelis de Roth (Amsterdam, 13 oktober 1781 - Baarn, 9 maart 1849). Ze kregen een dochter. Ze werd begraven op de Oude Begraafplaats aan de Berkenweg in Baarn.
De Nederduits hervormde Geertrude Rutgers van Rozenburg woonde en werkte in Amsterdam. Vanaf 1838 werkte zij 's zomers op het buiten Land- en Zeezicht aan de Dalweg in Baarn. De laatste jaren van haar leven schilderde ze nog zelden vanwege problemen met haar ogen.
Onderwerpen van haar werk waren portret, mensfiguren en interieurs met boerenfiguren. Ze werkte met waterverf en olieverf
In 1825 was haar werk te zien op een tentoonstelling van nog in leven zijnde Meesters te Haarlem.